# Latham Peak
Latham Peak är en bergstopp i Antarktis. Den ligger i Östantarktis. Australien gör anspråk på området. Toppen på Latham Peak är 691 meter över havet.
Terrängen runt Latham Peak är lite kuperad. Trakten är obefolkad. Det finns inga samhällen i närheten.